# 奇华顿
奇華頓（Givaudan 發音：[ʒivodɑ̃]）是一家瑞士香料、香水生產商，2008年時曾是世界最大的同類企業。

## 歷史
奇華頓創立於1895年，當時是一家香水公司，1898年搬到日內瓦，並在韦尔涅設立工廠。1963年，它被罗氏收購，次年羅氏又收購了奇華頓的競爭對手Roure。1991年，奇華頓和Roure合併，形成Givaudan-Roure，2000年拆伙，奇華頓在瑞士證券交易所上市。
2002年，它收購了雀巢的香料部門FIS，2007年3月2日又收購了奎斯特国际，當年奇華頓的銷售額因此翻番。
2014 年，奇华顿公司收购了 Soliance（素莲丝）。
2015年，奇华顿收购了活性化妆品原料供应商Induchem Holding AG 及其所有附属企业，继续巩固其市场地位。
2018年，Givaudan收购Expressions Parfumées。

## 外部連接
- 官方网站